# Сайрановська сільська рада (Туймазинський район)
Сайра́новська сільська рада (рос. Сайрановский сельский совет) — муніципальне утворення у складі Туймазинського району Башкортостану, Росія. Адміністративний центр — село Сайраново.

## Населення
Населення — 1433 особа (2019, 1488 у 2010, 1332 у 2002).

## Склад
До складу поселення входять такі населені пункти:
| Населений пункт             | Населення, осіб (2002) | Населення, осіб (2010) |
| --------------------------- | ---------------------- | ---------------------- |
| Новоарсланбеково, присілок  | 130                    | 150                    |
| Сайраново, село             | 592                    | 688                    |
| Староарсланбеково, присілок | 118                    | 119                    |
| Тюпкільди, село             | 193                    | 209                    |
| Урмекеєво, село             | 290                    | 315                    |
| Урняк, присілок             | 9                      | 7                      |